# Penisola di Abşeron

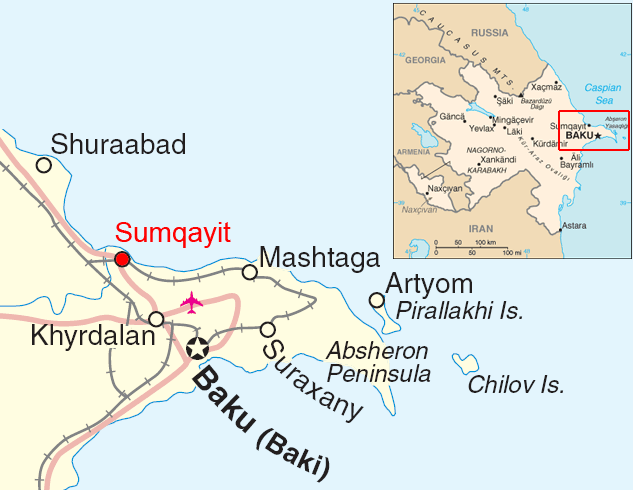
Mappa della penisola

La penisola di Abşeron o di Absheron (in azero Abşeron yarımadası) è una penisola dell'Azerbaigian. Sulla penisola si trovano la città di Baku, capitale e città più popolosa del paese e l'area metropolitana di Baku che comprende le città di Sumqayıt e Xırdalan.
La penisola si estende per 60 km nel Mar Caspio e raggiunge una larghezza massima di 30 km.
È ricca di giacimenti petroliferi.

## Etimologia
Il nome Abşeron deriva dal persiano āb šuran e significa "acqua salata".
La penisola, secondo il geografo Conrad Malte-Brun nel 1810, veniva chiamata con il nome di Okoressa.